# Roi et tour contre roi et pion
Cet article utilise la notation algébrique pour décrire des coups du jeu d'échecs.
Au jeu d'échecs, la finale roi et tour contre roi et pion (ou roi et pion contre roi et tour) peut recéler des subtilités insoupçonnées. L'exemple le plus célèbre est la position de Saavedra. Un autre exemple est donné par la position suivante, où les Blancs doivent gagner un temps par rapport à la « suite normale » 1. Rb1? h4 2. Rc1 h3 3. Rd2 h2 4. Th8 Rg3 5. Re2 Rg2 6. Tg8+ Rh1 qui ne les mène à rien:
|   | a | b | c | d | e | f | g | h |   |
| 8 | Tour blanche sur case noire b8 · Pion noir sur case blanche h5 · Roi noir sur case blanche g4 · Roi blanc sur case noire a1 | Tour blanche sur case noire b8 · Pion noir sur case blanche h5 · Roi noir sur case blanche g4 · Roi blanc sur case noire a1 | Tour blanche sur case noire b8 · Pion noir sur case blanche h5 · Roi noir sur case blanche g4 · Roi blanc sur case noire a1 | Tour blanche sur case noire b8 · Pion noir sur case blanche h5 · Roi noir sur case blanche g4 · Roi blanc sur case noire a1 | Tour blanche sur case noire b8 · Pion noir sur case blanche h5 · Roi noir sur case blanche g4 · Roi blanc sur case noire a1 | Tour blanche sur case noire b8 · Pion noir sur case blanche h5 · Roi noir sur case blanche g4 · Roi blanc sur case noire a1 | Tour blanche sur case noire b8 · Pion noir sur case blanche h5 · Roi noir sur case blanche g4 · Roi blanc sur case noire a1 | Tour blanche sur case noire b8 · Pion noir sur case blanche h5 · Roi noir sur case blanche g4 · Roi blanc sur case noire a1 | 8 |
| 7 | Tour blanche sur case noire b8 · Pion noir sur case blanche h5 · Roi noir sur case blanche g4 · Roi blanc sur case noire a1 | Tour blanche sur case noire b8 · Pion noir sur case blanche h5 · Roi noir sur case blanche g4 · Roi blanc sur case noire a1 | Tour blanche sur case noire b8 · Pion noir sur case blanche h5 · Roi noir sur case blanche g4 · Roi blanc sur case noire a1 | Tour blanche sur case noire b8 · Pion noir sur case blanche h5 · Roi noir sur case blanche g4 · Roi blanc sur case noire a1 | Tour blanche sur case noire b8 · Pion noir sur case blanche h5 · Roi noir sur case blanche g4 · Roi blanc sur case noire a1 | Tour blanche sur case noire b8 · Pion noir sur case blanche h5 · Roi noir sur case blanche g4 · Roi blanc sur case noire a1 | Tour blanche sur case noire b8 · Pion noir sur case blanche h5 · Roi noir sur case blanche g4 · Roi blanc sur case noire a1 | Tour blanche sur case noire b8 · Pion noir sur case blanche h5 · Roi noir sur case blanche g4 · Roi blanc sur case noire a1 | 7 |
| 6 | Tour blanche sur case noire b8 · Pion noir sur case blanche h5 · Roi noir sur case blanche g4 · Roi blanc sur case noire a1 | Tour blanche sur case noire b8 · Pion noir sur case blanche h5 · Roi noir sur case blanche g4 · Roi blanc sur case noire a1 | Tour blanche sur case noire b8 · Pion noir sur case blanche h5 · Roi noir sur case blanche g4 · Roi blanc sur case noire a1 | Tour blanche sur case noire b8 · Pion noir sur case blanche h5 · Roi noir sur case blanche g4 · Roi blanc sur case noire a1 | Tour blanche sur case noire b8 · Pion noir sur case blanche h5 · Roi noir sur case blanche g4 · Roi blanc sur case noire a1 | Tour blanche sur case noire b8 · Pion noir sur case blanche h5 · Roi noir sur case blanche g4 · Roi blanc sur case noire a1 | Tour blanche sur case noire b8 · Pion noir sur case blanche h5 · Roi noir sur case blanche g4 · Roi blanc sur case noire a1 | Tour blanche sur case noire b8 · Pion noir sur case blanche h5 · Roi noir sur case blanche g4 · Roi blanc sur case noire a1 | 6 |
| 5 | Tour blanche sur case noire b8 · Pion noir sur case blanche h5 · Roi noir sur case blanche g4 · Roi blanc sur case noire a1 | Tour blanche sur case noire b8 · Pion noir sur case blanche h5 · Roi noir sur case blanche g4 · Roi blanc sur case noire a1 | Tour blanche sur case noire b8 · Pion noir sur case blanche h5 · Roi noir sur case blanche g4 · Roi blanc sur case noire a1 | Tour blanche sur case noire b8 · Pion noir sur case blanche h5 · Roi noir sur case blanche g4 · Roi blanc sur case noire a1 | Tour blanche sur case noire b8 · Pion noir sur case blanche h5 · Roi noir sur case blanche g4 · Roi blanc sur case noire a1 | Tour blanche sur case noire b8 · Pion noir sur case blanche h5 · Roi noir sur case blanche g4 · Roi blanc sur case noire a1 | Tour blanche sur case noire b8 · Pion noir sur case blanche h5 · Roi noir sur case blanche g4 · Roi blanc sur case noire a1 | Tour blanche sur case noire b8 · Pion noir sur case blanche h5 · Roi noir sur case blanche g4 · Roi blanc sur case noire a1 | 5 |
| 4 | Tour blanche sur case noire b8 · Pion noir sur case blanche h5 · Roi noir sur case blanche g4 · Roi blanc sur case noire a1 | Tour blanche sur case noire b8 · Pion noir sur case blanche h5 · Roi noir sur case blanche g4 · Roi blanc sur case noire a1 | Tour blanche sur case noire b8 · Pion noir sur case blanche h5 · Roi noir sur case blanche g4 · Roi blanc sur case noire a1 | Tour blanche sur case noire b8 · Pion noir sur case blanche h5 · Roi noir sur case blanche g4 · Roi blanc sur case noire a1 | Tour blanche sur case noire b8 · Pion noir sur case blanche h5 · Roi noir sur case blanche g4 · Roi blanc sur case noire a1 | Tour blanche sur case noire b8 · Pion noir sur case blanche h5 · Roi noir sur case blanche g4 · Roi blanc sur case noire a1 | Tour blanche sur case noire b8 · Pion noir sur case blanche h5 · Roi noir sur case blanche g4 · Roi blanc sur case noire a1 | Tour blanche sur case noire b8 · Pion noir sur case blanche h5 · Roi noir sur case blanche g4 · Roi blanc sur case noire a1 | 4 |
| 3 | Tour blanche sur case noire b8 · Pion noir sur case blanche h5 · Roi noir sur case blanche g4 · Roi blanc sur case noire a1 | Tour blanche sur case noire b8 · Pion noir sur case blanche h5 · Roi noir sur case blanche g4 · Roi blanc sur case noire a1 | Tour blanche sur case noire b8 · Pion noir sur case blanche h5 · Roi noir sur case blanche g4 · Roi blanc sur case noire a1 | Tour blanche sur case noire b8 · Pion noir sur case blanche h5 · Roi noir sur case blanche g4 · Roi blanc sur case noire a1 | Tour blanche sur case noire b8 · Pion noir sur case blanche h5 · Roi noir sur case blanche g4 · Roi blanc sur case noire a1 | Tour blanche sur case noire b8 · Pion noir sur case blanche h5 · Roi noir sur case blanche g4 · Roi blanc sur case noire a1 | Tour blanche sur case noire b8 · Pion noir sur case blanche h5 · Roi noir sur case blanche g4 · Roi blanc sur case noire a1 | Tour blanche sur case noire b8 · Pion noir sur case blanche h5 · Roi noir sur case blanche g4 · Roi blanc sur case noire a1 | 3 |
| 2 | Tour blanche sur case noire b8 · Pion noir sur case blanche h5 · Roi noir sur case blanche g4 · Roi blanc sur case noire a1 | Tour blanche sur case noire b8 · Pion noir sur case blanche h5 · Roi noir sur case blanche g4 · Roi blanc sur case noire a1 | Tour blanche sur case noire b8 · Pion noir sur case blanche h5 · Roi noir sur case blanche g4 · Roi blanc sur case noire a1 | Tour blanche sur case noire b8 · Pion noir sur case blanche h5 · Roi noir sur case blanche g4 · Roi blanc sur case noire a1 | Tour blanche sur case noire b8 · Pion noir sur case blanche h5 · Roi noir sur case blanche g4 · Roi blanc sur case noire a1 | Tour blanche sur case noire b8 · Pion noir sur case blanche h5 · Roi noir sur case blanche g4 · Roi blanc sur case noire a1 | Tour blanche sur case noire b8 · Pion noir sur case blanche h5 · Roi noir sur case blanche g4 · Roi blanc sur case noire a1 | Tour blanche sur case noire b8 · Pion noir sur case blanche h5 · Roi noir sur case blanche g4 · Roi blanc sur case noire a1 | 2 |
| 1 | Tour blanche sur case noire b8 · Pion noir sur case blanche h5 · Roi noir sur case blanche g4 · Roi blanc sur case noire a1 | Tour blanche sur case noire b8 · Pion noir sur case blanche h5 · Roi noir sur case blanche g4 · Roi blanc sur case noire a1 | Tour blanche sur case noire b8 · Pion noir sur case blanche h5 · Roi noir sur case blanche g4 · Roi blanc sur case noire a1 | Tour blanche sur case noire b8 · Pion noir sur case blanche h5 · Roi noir sur case blanche g4 · Roi blanc sur case noire a1 | Tour blanche sur case noire b8 · Pion noir sur case blanche h5 · Roi noir sur case blanche g4 · Roi blanc sur case noire a1 | Tour blanche sur case noire b8 · Pion noir sur case blanche h5 · Roi noir sur case blanche g4 · Roi blanc sur case noire a1 | Tour blanche sur case noire b8 · Pion noir sur case blanche h5 · Roi noir sur case blanche g4 · Roi blanc sur case noire a1 | Tour blanche sur case noire b8 · Pion noir sur case blanche h5 · Roi noir sur case blanche g4 · Roi blanc sur case noire a1 | 1 |
|   | a | b | c | d | e | f | g | h |   |